# Mary Georgina Wade Wilson
Mary Georgina Wade Wilson (12 de setembro de 1856 - 1939) foi uma artista escocesa conhecida pelas suas pinturas em aquarela e pastel.
Wilson cresceu em Bantaskine Estate, em Falkirk, antes de se instruir em Edimburgo e Paris. Ilustrou livros de jardinagem e o seu trabalho inclui também ilustrações de jardins; os jardins paisagísticos da propriedade Bantaskine eram frequentemente um tema das suas pinturas. O Museu Falkirk tem uma imagem dela quando criança, enquanto o Falkirk Community Trust Museum & Archives Collections exibe uma das suas obras.